# حالة كوفاكسين

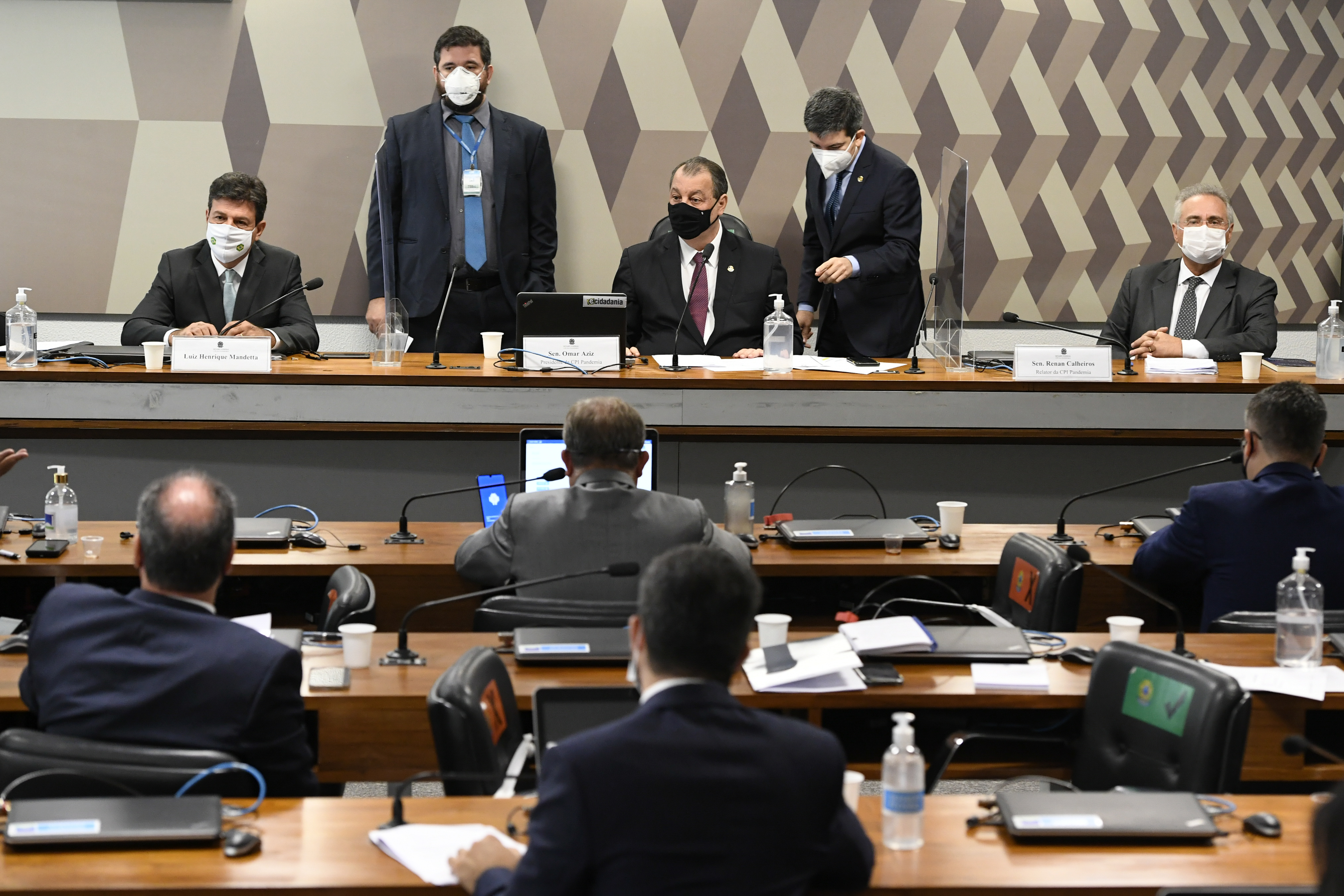
طاولة التحقيق في 4 مايو 2021.

حالة كوفاكسين وتسمى أيضًا كوفاكسجايت يشير إلى تحقيق أجرته الوزارة العامة الفيدرالية البرازيلية، الذي عقد في 16 يونيو 2021، والذي وجد دليلًا على وجود مخالفات في شراء 20 مليون جرعة من قبل وزارة الصحة من لقاح كوفاكسين الهندي ، مع قيمة اللقاحات 1000٪ أعلى مما كان متوقعا في البداية.
كما طلب المدعي العام للجمهورية التحقيق فيما إذا كان الرئيس جايير بولسونارو قد ارتكب جريمة الإساءة، بزعم عدم إبلاغ هيئات التحقيق بأدلة الفساد في مفاوضات شراء اللقاح.

## التحقيق
وجد تحقيق أجرته الوزارة العامة الفيدرالية الذي تم إجراؤه في 16 يونيو 2021 دليلاً على وجود مخالفات في شراء 20 مليون جرعة من اللقاح من خلال شركة الأدوية بريسيسا ميجيكامينتو، حيث بلغت قيمة اللقاحات 1000٪ أعلى من اللقاح. القيمة الأولية الموضحة مبدئيًا بواسطة باهارات بيوتيك قبل ستة أشهر. في 29 يونيو أوقفت وزارة الصحة عقد شراء اللقاح بعد «خلافات».

### الاخوة ميراندا
يوم الجمعة 25 يونيو 2021 تم الاستماع إلى النائب لويس ميراندا وشقيقه لويس ريكاردو ميراندا وهو عامل في وزارة الصحة في القضية. قال الأخوان ميراندا إن عقد شراء اللقاح الهندي كان جدول أعمال. أثناء الإدلاء بشهادته دحض ريكاردو ميراندا اتهامات أونيكس لورينزوني. بعد الاشتباه في وجود فساد في شراء اللقاح، ادعى النائب والعامل أنهما كانا سيقابلان الرئيس بولسونارو.

### المحكمة العليا البرازيلية
في 2 يوليو 2021 طلب المدعي العام للجمهورية من المحكمة الفيدرالية العليا فتح تحقيق للتحقيق مع بولسونارو في جريمة محتملة تتمثل في الإخفاق في قضية الإفراط في فواتير لقاح كوفاكسين في تطور للتحقيقات التي أجراها تفشي وباء كوفيد 19.